# 前1年
| 千纪： | 前1千纪                                                                               |
| 世纪： | 前2世纪 \| 前1世纪 \| 1世纪                                                           |
| 年代： | 前30年代 \| 前20年代 \| 前10年代 \| 前0年代 \| 0年代 \| 10年代 \| 20年代              |
| 年份： | 前6年 \| 前5年 \| 前4年 \| 前3年 \| 前2年 \| 前1年 \| 1年 \| 2年 \| 3年 \| 4年 \| 5年 |
| 纪年： | 西汉元寿二年                                                                          |

## 出生
耶穌 （12月24日也可能是25日出生，西元30-33年去世后复活，也可能是前6-4年，或前2-3年出生）

## 逝世
- 漢哀帝（生於前26年 ）
- 傅皇后（漢哀帝皇后，自殺）
- 趙飛燕（漢成帝皇后，自殺）
- 董賢（漢哀帝同性戀情人，自殺）
- 大希律王 （猶地亞國王，也可能是西元前4年去世）